# کومار پالانا
کومار پالانا (به انگلیسی: Kumar Pallana) (زاده ۲۳ دسامبر ۱۹۱۸-درگذشته ۱۰ اکتبر ۲۰۱۳) بازیگر هندی است.
از فیلم‌های معروف او می‌توان به بازی در فیلم عشق و سیگار اشاره کرد.